# Batalha da Ilha de Dengbu
A Batalha da Ilha Dengbu (em chinês: 登步島戰役; pinyin: Dēngbù Dǎo Zhànyì) foi um conflito entre o Exército da República da China e o Exército de Libertação Popular sobre a Ilha Dengbu (nas Ilhas Zhoushan) perto da China continental. Este conflito ocorreu de 3 de novembro de 1949 a 5 de novembro de 1949 e resultou em uma vitória da República da China (RC).
No entanto, o RC foi mais tarde forçado a se retirar quando a RPC ganhou superioridade aérea sobre a região, deixando a Ilha Dengbu no controle da RPC.